# Bakszeun
Bakszeun of bakszeuntje was vroeger de benaming voor de allerlaagste werknemers in rang in de dekdienst aan boord van koopvaardijschepen. De bakszeun was degene die het eten haalde voor de bak, een balie waar de schepelingen vroeger gingen eten.
Tegenwoordig wordt de term nog door zeeverkenners gebruikt. De bakszeun is ook daar de laagste in rang in de bak (die hier de betekenis van groep heeft), doorgaans de jongste leden. Soms wordt onder de bakszeunen  één persoon aangewezen die invalt, mocht een hoger in rang geplaatst bemanningslid ontbreken. De term die voor deze rang of rol wordt gebruikt varieert van scoutinggroep tot groep. Andere gehoorde termen voor deze rang zijn vierde man en dekzwabber.